# Fudzsiko Fudzsio
A Fudzsiko Fudzsio (藤子不二雄; Hepburn: Fujiko Fujio) művésznév két, egy munkán közösen dolgozó mangakát takar. Valódi nevük Fudzsimoto Hirosi (藤本 弘; Hepburn: Fujimoto Hiroshi; 1933–1996) és Abiko Motoo (安孫子 素雄; 1934–2022). 1951-ben váltak partnerekké, majd 1954-ben kezdték el használni a Fudzsiko Fudzsio művésznevet, egészen 1987-ig, amikor is feloszlott a szövetkezésük.
A kezdetektől fogva ketten együttműködve dolgoztak a történeten és a rajzokon, de mindkettejüknek voltak más elképzelései is. Ezért elkezdték kiadni egyéni műveiket más néven. Abiko, Fudzsiko Fudzsio A (藤子不二雄Ⓐ; Hepburn: Fujiko Fujio A) néven, míg a társa, Fudzsimoto Fudzsiko F. Fudzsio (藤子・F・不二雄; Hepburn: Fujiko F. Fujio) nevet használva. Mindamellett, hogy az egyéni és közös munkáikért is rengeteg díjat kaptak, a legkiemelkedőbb mind közül a Doraemon című sorozatuk, aminek a főszereplője mára már Japán egyik legfőbb kulturális ikonjává vált. Műveik többségére nagy hatással volt a híres Tezuka Oszamu és még sok más amerikai rajzfilm és képregény is.

## Életrajzuk
Fudzsimoto Hirosi és Abiko Motoo is a Tojama prefektúrában született. Fudzsimoto 1933. december 1-jén született, Abiko 1934. március 10-én. Abikót áthelyezték Takaoka város azon általános iskolájába, ahol Fudzsimoto is tanult. Egyszer Abiko meglátta Fudzsimoto füzetében a rajzait és attól a naptól fogva elválaszthatatlan barátokká váltak egy életre. Barátságuk kezdetén hatalmas titokban tartották illusztrációikat az osztálytársak és minden más zavaró tényező elől.
A középiskola első éveiben Tezuka Oszamu volt a legnagyobb példaképük és egyik műve, a Sin Takaradzsima. Fudzsimoto épített egy episzkópot és Abikóval együtt megírták első közös munkájukat a Tenküma c. művüket. Elkezdtek egy hetente egy fejezetet megjelenítő lapnál dolgozni, a Manga Sónennél, majd ezt követően nyitottak egy közös megtakarítási számlát a Japan Post-nál (Japán Posta), ahonnan fizetni tudták a mangakészítéshez szükséges alapanyagokat (pl.: speciális papír és ceruza). Mindketten egyenlően osztották el egymás között a felmerülő költségekre a pénzt, illetve a bevételüket is. Igazi partnerek voltak gyakorlatban is, egész életükben.
A gimnáziumban debütáltak a Tensi no Tama-csan c. mangájukkal, ami sorozat lett a Mainicsi Shógakuszei Sinbun (lefordítva: Ifjúsági újság minden napra) kiadónál 1951-ben. Ugyanabban az évben kifizettek egy utat Tezuka Oszamu rezidenciájához a Hjógo prefektúrán belül Takarazukába és mutattak neki illusztrációkat a Ben Hur c. munkájukról. Tezuka évekkel később megemlítette, hogy ő már akkor tudta, hogy ők ketten egyszer a leghíresebb személyekké válnak a mangaiparban. Abiko és Fudzsimoto nagy becsben tartották a találkozást példaképükkel, Tezukával, ezért megtartották a Ben Hur illusztrációkat egész életükben. Ez idő tájt döntötték el, hogy állandó partnerek lesznek a jövőben és mély tiszteletük okán felvették a Tezuka Fujio művésznevet, de mivel ez túlságosan hasonlított bálványukéra megváltoztatták Asizuka Fudzsio-ra.
Mivel mindketten elsőszülött fiúgyermekek voltak, elkezdtek vállalati munkásokként dolgozni, miután leérettségiztek 1952-ben. Fudzsimoto egy édesipari cégnél talált magának munkát, Abiko a Tojama Newspaper Company (Tojama Újság Vállalat) munkása lett. Azonban Fudzsimoto megsérült munkahelyén, egy gép bekapta a kezét. Ezt követően felmondott és másnap már nem dolgozott ott. Fudzsimoto minden idejét annak szentelte, hogy hetente megjelenő fejezeteket készítsen Abiko hétvégenkénti közreműködésével. Az Asizuka Fudzsio néven jegyzett első sorozatuk néhány rész után megszűnt, majd ezt követte a nagy sikerű poszt-apokaliptikus sci-fi az Utópia: Az utolsó világháború (UTOPIA—最後の世界大戦 UTOPIA: Szaigo no Szekai Taiszen).
Fudzsimoto sürgetésére Tokióba költöztek 1954-ben, mint profi mangakák. Abiko csak vonakodva ment bele a költözésbe, mivel neki ott volt az állandó munkahelye a Tojama Vállalatnál. Első lakhelyük egy két-tatamis szoba volt Abiko egyik rokonánál Tokión belül, Kotóban.
Terada Hiróval és más mangakákkal együtt létrehoztak egy együttműködésen alapuló New Manga Party (新漫画党 Sin Manga-To) nevű csapatot. Miután elköltöztek a Tokigava lakáskomplexumba, ahol a csapat „bázisa” volt, ott élvezhették a Fudzsimoto és Abiko által egy hónap alatt kiadott 6 fejezet gyümölcsét.
Túl nagy teher volt a határidők betartása és 1955-ben, amikor visszatértek Tojama prefektúrába megünnepelni az Újévet, lekésték a sorozatuk összes határidejét. Ez komoly negatív hatással volt rájuk legalább egy éven át, mialatt az egyéni projektjeikre koncentráltak és próbálták elérni, hogy valamelyik mangájukból tv-sorozat (anime) legyen Akiharában. 1959-ben elhagyták Tokigavát és végül Kavaszakiban kötöttek ki a Kanagava perfektúrában. Fudzsimotónak alkalma nyílt barátnőt találni, akivel össze is házasodott 1962-ben (28 éves korában).
Fudzsimoto és Abiko 1963-ban megalapította a Studio Zero-t Szuzuki Sinicsivel, Isinomori Sótaróval, Cunoda Dzsiróval és Cunoda Kijocsivel. A későbbiek folyamán Akacuka Fudzsio is csatlakozott és később a stúdió csúcspontján 80 ember dolgozott náluk. Ez a stúdió több animációs filmet is előállított, mint például az Astro Boy. Fudzsimoto és Abiko számára ezek az évek voltak a legtermékenyebbek. Az Obake no Q-Taro c. mangájuk televíziós animesorozat lett. Ez volt az az idő, amikor Abiko felnőtteknek kezdett mangát készíteni olyan címekkel, mint Teresa Tang és Kuroi Salesman (Fekete kereskedő). 1966-ban –  32 éves korában –  Abiko is megházasodott. Fudzsimoto célközönsége a gyerekek voltak, nekik egy figyelemfelkeltőbb sci-fi művet képzelt el.
A Doraemont 1970-ben alkották meg és azonnali népszerűségre tett szert a gyerekek körében Japánban. A CoroCoro Comic első száma 1977-ben jelent meg, amiben bemutatták a Fudzsiko Fudzsio munkásságát. Miután 1979-ben a TV Asahiban szerepelt egy hirdetés a Doraemonról, minden művük felkapottá vált és rengeteg rajongójuk lett végigkísérve őket az 1980-as években. A Doraemon az egyetlen olyan munkája ennek a duónak, ami 2014-ben angolul beszélő országban is megjelent, nevezetesen az Egyesült Államokban.
1987-ben Fudzsimoto és Abiko partnersége véget ért, mivel különböző elképzeléseik voltak új mangákkal kapcsolatban, így önálló alkotásba kezdtek. Továbbra is közeli barátok maradtak, és mindketten a Fujiko Productions vállalatnál dolgoztak két szomszédos épületben. Abiko inkább a fekete humort részesítette előnyben műveiben, míg Fudzsimoto továbbra is gyerekeknek készített mangát. Abiko szerint a partnerségük felbomlásának főbb oka az volt, hogy Fudzsimotónál májrákot diagnosztizáltak. Ezután mindkettejük vágya az volt, hogy a szerzői jogokat és a finanszírozási problémákat megoldják mielőtt Fudzsimoto meghalna, ami 1996-ban következett be.
2006. február 19-én a TV Asahi egy dokumentumfilmet sugárzott, ami bemutatta a Fudzsiko Fudzsio életét. 2011. szeptember 3-án nyílt meg a Fudzsiko Fudzsio Múzeum Kavaszakiban, ahol a látogatók megtekinthetik egykori műtermüket és egy kiállítást az összes munkájukról.

### Díjak
- 1963 – Shogakukan manga-díj az Old Song és Tebukuro Tecchan-ért
- 1973 – Japán Rajzfilmkészítők Egyesülete Díj
- 1981 – Kavaszaki Város Kulturális Díja (川崎市文化賞?)
- 1982 – Shogakukan manga-díj gyermekmangákért
- 1989 – Különleges film érdem díj (映画特別功労賞?)
- 1989 – Golden Gloss Díj (ゴールデングロス賞?)
- 1997 – Az első Tezuka Oszamu Kulturális Díj[5]

### Fudzsiko Fudzsio munkái
- Obake no Q-taró (オバケのQ太郎) (1964–1966, 1971–1974)
- Magical Sahara (マじかル さはラ) (1968–1971, 1976–1978)[6]

### Fudzsiko F. Fudzsio munkái
- Perman (パーマン?) (1967–1968, 1983–1986)
- 21emon (21エモン?) (1968)
- Mojacko (モジャ公?) (1969–1970)
- Ume Bosi Denka (ウメ星デンカ; Hepburn: Ume Boshi Denka?) (1969)
- Doraemon (ドラえもん?) (1969– 1996)
- Jungle Kurobei (ジャングル黒べえ?) (1973)
- Kiteretsu Daihjakka (キテレツ大百科; Hepburn: Kiteretsu Daihyakka?) (1974–1977)
- Hitoriboccsi no ucsú szenszó (ひとりぼっちの宇宙戦争; Hepburn: Hitoribotchi no uchū sensō?) (1975)
- Bakeru-kun (バケルくん?) (1976)
- Esper Mami (エスパー魔美?) (1977–1982)
- TP Bon (T・Pぼん?) (1978)
- Pokonyan (ポコニャン?) (1978)
- Chimpui (チンプイ?) (1985, 1987–1988)
- Mikio to Mikio (みきおとミキオ?) (1974–1975）
- Bau bau daidzsin (バウバウ大臣; Hepburn: Bau bau daijin?) (1976)
- Csu ken Toppi (宙犬トッピ; Hepburn: Chu ken Toppi?) (1984)
- Csupoko (宙ポコ; Hepburn: Chupoko?) (1983)
- 4 dzsigenbou P poko (4じげんぼうPポコ; Hepburn: 4 jigenbou P poko?) (1975–1976)
- Mira・cle・1 (ミラ・クル・1?) (1979)
- Zó-kun to Riszu-csan (ぞうくんとりすちゃん; Hepburn: Zō-kun to Risu-chan?) (1974)
- Tebukuro Tecu-csan (てぶくろてっちゃん; Hepburn: Tebukuro Tetsu-chan?) (1960–1963)
- Szuszume Roboket (すすめロボケット; Hepburn: Susume Roboket?) (1962–1965)
- Pajamaman (パジャママン?) (1973-1974)[7]

### Fudzsiko Fudzsio A. munkái
- Nindzsa Hattori-kun (忍者ハットリくん; Hepburn: Ninja Hattori-kun?) (2008–2014)
- Kaibucu-kun (怪物くん; Hepburn: Kaibutsu-kun?) (1965–1969)
- Varau Salesman (笑ゥせぇるすまん; Hepburn: Warau Salesman?) (1969–1971)
- Mataró ga kuru!! (魔太郎がくる!!; Hepburn: Matarō ga kuru!!?) (1972–1975)
- Pro Golfer Saru (プロゴルファー猿?) (1974–1980)
- Manga micsi (まんが道; Hepburn: Manga michi?) (1977–1982)
- Ultra B (ウルトラB?) (1984–1989)
- Parasol Henbee (パラソルヘンべえ?) (1989–1991)
- Biriken (ビリ犬 ?) (1969、1989)
- Hoá!! Koike-szan (ホアー!! 小池さん; Hepburn: Hoā!! Koike-san?) (1998–2001)
- Jume Tunnel (夢トンネル; Hepburn: Yume Tunnel?) (1983–1984)
- Vakatono (わかとの; Hepburn: Wakatono?) (1964–1965–1968)
- Kurobee (黒ベエ?) (1969–1970)[8]

## Fordítás
- Ez a szócikk részben vagy egészben  a   Fujiko Fujio című angol Wikipédia-szócikk ezen változatának fordításán alapul.  Az eredeti cikk szerkesztőit annak laptörténete sorolja fel. Ez a jelzés csupán a megfogalmazás eredetét és a szerzői jogokat jelzi, nem szolgál a cikkben szereplő információk forrásmegjelöléseként.